# درختان کریسمس
درختان کریسمس (به روسی: Ёлки) که در برخی از کشورها با نام شش درجه جشن (انگلیسی: Six Degrees of Celebration) شناخته می‌شود، یک فیلم کمدی-درام محصول سال ۲۰۱۰ سینمای روسیه به کارگردانی تیمور بکمامبتوف است. تا سال ۲۰۲۱، هشت فیلم در این مجموعه ساخته شده است. این موفق‌ترین فرانچایز فیلم غیر انیمیشن در روسیه می‌باشد.
فیلم‌های این مجموعه نشان‌دهنده سنت روسی فیلم‌های سال نو هستند که در آن فیلم‌هایی که در فصل تعطیلات اتفاق می‌افتند، به رگ امید، خوش‌بینی و امکان مرتبط با سال نو در فرهنگ روسیه می‌پردازند. نمونه‌های دیگر عبارتند از: طنز سرنوشت و طنز سرنوشت ۲، به‌طور معمول چنین فیلم‌هایی در ماه دسامبر، درست قبل از شروع تعطیلات در روسیه، اکران می‌شوند.

## داستان
داستان فیلم در ۱۱ شهر مختلف روسیه می‌گذرد و داستان یک سری شخصیت‌های مختلف را روایت می‌کند که آشنایی آنها کاملاً تصادفی است. شخصیت‌ها در شب سال نو در موقعیت‌های سختی قرار می‌گیرند که تنها در صورت یافتن کمک، با معجزه یا از طریق شش درجه جدایی، می‌توانند از آن فرار کنند. بر اساس این نظریه، همه افراد روی زمین از طریق شش دست دادن به یکدیگر متصل هستند.

## دنباله‌ها
- درختان کریسمس ۲ (۲۰۱۱)
- درختان کریسمس ۳ (۲۰۱۳)
- درختان کریسمس ۴ (۲۰۱۴)
- درختان کریسمس ۵ (۲۰۱۶)
- درختان کریسمس ۶ (۲۰۱۷)
- درختان کریسمس ۷ (۲۰۱۸)
- درختان کریسمس ۸ (۲۰۲۱)
- درختان کریسمس ۹ (۲۰۲۲)[۴]
- درختان کریسمس ۱۰ (۲۰۲۳)